# Рузаевский район
Руза́евский райо́н (мокш. Орозаень аймак, эрз. Рузайбуе) — административно-территориальная единица (район) и муниципальное образование (муниципальный район) в составе Республики Мордовия Российской Федерации.
Административный центр — город Рузаевка, который имеет статус города республиканского значения и не входит в административный район, но является составной частью одноимённого Рузаевского муниципального района.

## География
Рузаевский район находится в центре Мордовии, граничит на юге с Пензенской областью.

## История
Образован 16 июля 1928 года. 11 февраля 1944 года часть территории Рузаевского района была передана в новый Болдовский район. 11 марта 1959 года к Рузаевскому району были присоединены части территорий упразднённых Болдовского и Саранского районов.

## Население
| 1970    | 1979    | 1989    | 2002    | 2005    | 2006    | 2007    |
| ------- | ------- | ------- | ------- | ------- | ------- | ------- |
| 72 419  | ↘72 265 | ↘70 628 | ↘68 881 | ↘67 783 | ↘67 316 | ↘67 013 |
| 2008    | 2009    | 2010    | 2011    | 2012    | 2013    | 2014    |
| ↘66 556 | ↘66 053 | ↗66 382 | ↘66 264 | ↘65 789 | ↘65 348 | ↘65 080 |
| 2015    | 2016    | 2017    | 2018    | 2019    | 2020    | 2021    |
| ↘64 888 | ↘64 676 | ↘64 435 | ↘63 344 | ↘62 186 | ↘61 543 | ↘60 088 |

Численность населения района как административно-территориальная единицы (без города) составляет 17 964 человек.

### Урбанизация
В городских условиях (город Рузаевка) проживают 70.1% населения муниципального района.

## Административное деление
В Рузаевский район как административно-территориальную единицу входят 16 сельсоветов, при этом город Рузаевка имеет статус города республиканского значения и не входит в административный район.
В Рузаевский муниципальный район, в рамках организации местного самоуправления, входят 17 муниципальных образований, в том числе 1 городское поселение (Рузаевка) и 16 сельских поселений.
Сельсоветы одноимённы образованным в их границах сельским поселениям, а город — городскому поселению.
| №  | Муниципальное образование                   | Административный центр          | Количество населённых пунктов | Население (чел.) | Площадь (км²) |
| -- | ------------------------------------------- | ------------------------------- | ----------------------------- | ---------------- | ------------- |
| 1  | городское поселение Рузаевка                | город Рузаевка                  | 1                             | ↘42 989          | 26,55         |
| 2  | Архангельско-Голицынское сельское поселение | село Архангельское Голицыно     | 7                             | ↗1478            | 49.43         |
| 3  | Болдовское сельское поселение               | село Болдово                    | 3                             | ↘631             | 111,44        |
| 4  | Красносельцовское сельское поселение        | посёлок Совхоз «Красное Сельцо» | 5                             | ↘1603            | 57,95         |
| 5  | Левженское сельское поселение               | село Левжа                      | 1                             | ↗958             | 24,30         |
| 6  | Мордовско-Пишлинское сельское поселение     | село Мордовская Пишля           | 4                             | ↘497             | 87,15         |
| 7  | Пайгармское сельское поселение              | село Пайгарма                   | 4                             | ↘941             | 25,89         |
| 8  | Палаевско-Урледимское сельское поселение    | село Палаевка                   | 5                             | ↘550             | 81,33         |
| 9  | Перхляйское сельское поселение              | село Перхляй                    | 3                             | ↗679             | 68,13         |
| 10 | Плодопитомническое сельское поселение       | посёлок Плодопитомнический      | 4                             | ↘1107            | 82,54         |
| 11 | Приреченское сельское поселение             | посёлок Левженский              | 1                             | ↗1225            | 21,89         |
| 12 | Русско-Баймаковское сельское поселение      | деревня Русское Баймаково       | 7                             | ↘320             | 60,37         |
| 13 | Сузгарьевское сельское поселение            | село Сузгарье                   | 5                             | ↗1192            | 79.89         |
| 14 | Татарско-Пишлинское сельское поселение      | село Татарская Пишля            | 2                             | ↗3326            | 41,96         |
| 15 | Трускляйское сельское поселение             | село Трускляй                   | 5                             | ↘1094            | 55,46         |
| 16 | Хованщинское сельское поселение             | село Хованщина                  | 3                             | ↘477             | 82,13         |
| 17 | Шишкеевское сельское поселение              | село Шишкеево                   | 4                             | ↗1021            | 161.84        |

Первоначально в муниципальном районе в 2005 году было образовано 22 муниципальных образования, в том числе 1 городское поселение и 21 сельское поселение. Последним соответствовал 21 сельсовет.
Законом от 12 марта 2010 года, Аргамаковское сельское поселение и одноимённый ему сельсовет были упразднены, а входивший в них единственный населённый пункт был включён в Плодопитомническое сельское поселение и одноимённый ему сельсовет.
Законом от 17 мая 2018 года, Верхнеурледимское сельское поселение и одноимённый ему сельсовет были упразднены, а входившие в них населённые пункты были включены в Палаевское сельское поселение и одноимённый ему сельсовет. Палаевское сельское поселение переименовано в Палаевско-Урледимское сельское поселение.
Законом от 24 апреля 2019 года, Красноклинское сельское поселение и одноимённый ему сельсовет были упразднены, входившие в их состав населённые пункты включены в Архангельско-Голицынское сельское поселение и одноимённый ему сельсовет; также Ключаревское сельское поселение и одноимённый ему сельсовет были упразднены, входившие в их состав населённые пункты включены в Сузгарьевское сельское поселение и одноимённый ему сельсовет.
Законом от 19 мая 2020 года, Стрелецко-Слободское сельское поселение и одноимённый ему сельсовет были упразднены, входившие в их состав населённые пункты включены в Шишкеевское сельское поселение и одноимённый ему сельсовет.

### Населённые пункты
В Рузаевском районе 64 населённых пункта.
| №  | Населённый пункт        | Тип              | Население | Муниципальное образование                   |
| -- | ----------------------- | ---------------- | --------- | ------------------------------------------- |
| 1  | 9 км                    | посёлок разъезда | →19       | Плодопитомническое сельское поселение       |
| 2  | Акшенас                 | деревня          | ↘5        | Архангельско-Голицынское сельское поселение |
| 3  | Александровка           | деревня          | →0        | Архангельско-Голицынское сельское поселение |
| 4  | Аргамаково              | село             | ↗428      | Плодопитомническое сельское поселение       |
| 5  | Архангельское Голицыно  | посёлок разъезда | ↘4        | Архангельско-Голицынское сельское поселение |
| 6  | Архангельское Голицыно  | село             | ↘767      | Архангельско-Голицынское сельское поселение |
| 7  | Бекетовка               | село             | ↘0        | Перхляйское сельское поселение              |
| 8  | Боголюбовка             | деревня          | →0        | Татарско-Пишлинское сельское поселение      |
| 9  | Болдово                 | село             | ↘634      | Болдовское сельское поселение               |
| 10 | Булгаки                 | село             | ↘3        | Мордовско-Пишлинское сельское поселение     |
| 11 | Верхний Урледим         | село             | ↘86       | Палаевское сельское поселение               |
| 12 | Дивеевка                | посёлок          | ↘12       | Хованщинское сельское поселение             |
| 13 | Ждановка                | деревня          | ↘0        | Перхляйское сельское поселение              |
| 14 | Загорный                | посёлок          | ↘0        | Шишкеевское сельское поселение              |
| 15 | Зелёный                 | посёлок          | ↗31       | Пайгармское сельское поселение              |
| 16 | Инсар-Акшино            | село             | ↗248      | Трускляйское сельское поселение             |
| 17 | Ключарёво               | село             | ↗418      | Сузгарьевское сельское поселение            |
| 18 | Ключарёвские Выселки    | посёлок          | ↘3        | Сузгарьевское сельское поселение            |
| 19 | Красное Сельцо          | деревня          | ↘77       | Красносельцовское сельское поселение        |
| 20 | Красный Клин            | село             | ↗360      | Архангельско-Голицынское сельское поселение |
| 21 | Красный Уголок          | посёлок          | ↘0        | Архангельско-Голицынское сельское поселение |
| 22 | Куликовка               | село             | ↘15       | Хованщинское сельское поселение             |
| 23 | Кулишейка               | село             | ↘25       | Русско-Баймаковское сельское поселение      |
| 24 | Левжа                   | село             | ↗958      | Левженское сельское поселение               |
| 25 | Левженский              | посёлок          | ↗1225     | Приреченское сельское поселение             |
| 26 | Макаровка               | деревня          | →1        | Русско-Баймаковское сельское поселение      |
| 27 | Медведовка              | посёлок разъезда | ↘9        | Красносельцовское сельское поселение        |
| 28 | Михайловка              | деревня          | ↘0        | Трускляйское сельское поселение             |
| 29 | Мордовская Пишля        | село             | ↘564      | Мордовско-Пишлинское сельское поселение     |
| 30 | Мордовская Полянка      | деревня          | ↘18       | Мордовско-Пишлинское сельское поселение     |
| 31 | Мордовское Баймаково    | деревня          | ↗9        | Русско-Баймаковское сельское поселение      |
| 32 | Надеждинка              | деревня          | ↗387      | Архангельско-Голицынское сельское поселение |
| 33 | Нижний Урледим          | село             | ↘10       | Палаевское сельское поселение               |
| 34 | Новая Муравьевка        | село             | ↗272      | Болдовское сельское поселение               |
| 35 | Новый Усад              | село             | ↘80       | Русско-Баймаковское сельское поселение      |
| 36 | Огарево                 | село             | ↘100      | Шишкеевское сельское поселение              |
| 37 | Озерки                  | деревня          | ↘28       | Палаевское сельское поселение               |
| 38 | Пайгарм                 | посёлок разъезда | ↘7        | Русско-Баймаковское сельское поселение      |
| 39 | Пайгарма                | село             | ↗702      | Пайгармское сельское поселение              |
| 40 | Палаевка                | село             | ↘462      | Палаевское сельское поселение               |
| 41 | Перхляй                 | село             | ↗721      | Перхляйское сельское поселение              |
| 42 | Пишля                   | посёлок разъезда | ↘30       | Пайгармское сельское поселение              |
| 43 | Плодопитомнический      | посёлок          | ↗721      | Плодопитомническое сельское поселение       |
| 44 | Поповка                 | деревня          | ↗11       | Сузгарьевское сельское поселение            |
| 45 | Пушкино                 | село             | ↘11       | Трускляйское сельское поселение             |
| 46 | Рузаевка                | город            | ↘42 124   | городское поселение Рузаевка                |
| 47 | Русский Шебдас          | деревня          | ↘70       | Красносельцовское сельское поселение        |
| 48 | Русское Баймаково       | деревня          | ↗399      | Русско-Баймаковское сельское поселение      |
| 49 | Рыбный                  | посёлок          | ↘24       | Сузгарьевское сельское поселение            |
| 50 | Совхоз № 3 «Дорурс»     | посёлок          | ↘450      | Пайгармское сельское поселение              |
| 51 | Совхоз «Красное Сельцо» | посёлок          | ↘1478     | Красносельцовское сельское поселение        |
| 52 | Спасское                | село             | ↘22       | Русско-Баймаковское сельское поселение      |
| 53 | Старая Муравьевка       | деревня          | ↘0        | Болдовское сельское поселение               |
| 54 | Старый Усад             | деревня          | ↗102      | Трускляйское сельское поселение             |
| 55 | Стрелецкая Слобода      | село             | ↗402      | Шишкеевское сельское поселение              |
| 56 | Сузгарье                | село             | ↘722      | Сузгарьевское сельское поселение            |
| 57 | Татарская Пишля         | село             | ↗3326     | Татарско-Пишлинское сельское поселение      |
| 58 | Татарский Шебдас        | село             | →60       | Красносельцовское сельское поселение        |
| 59 | Тепловка                | село             | ↘5        | Мордовско-Пишлинское сельское поселение     |
| 60 | Трускляй                | село             | ↗858      | Трускляйское сельское поселение             |
| 61 | Ускляй                  | село             | ↘33       | Плодопитомническое сельское поселение       |
| 62 | Хованщина               | село             | ↗593      | Хованщинское сельское поселение             |
| 63 | Шишкеево                | село             | ↘749      | Шишкеевское сельское поселение              |
| 64 | Яковщина                | село             | ↘84       | Палаевское сельское поселение               |

## Образование
МБОУ «Гимназия №1», Рузаевский район

## Экономика
Промышленность
Главные промышленные предприятия района — железнодорожная станция и локомотивное депо, ОАО «РузХимМаш», швейная фабрика ЗАО «Рузтекс».
Сельское хозяйство
Наличие в Рузаевском районе плодородных земель в сочетании с благоприятными климатическими условиями позволяет успешно развивать сельскохозяйственное производство. Кроме традиционного растениеводства и животноводства и их переработки в районе развивается садоводство.
Транспорт
Районный центр — Рузаевка — это крупный железнодорожный узел на пересечении направлений Рязань — Инза и Пенза — Саранск — Красный Узел.
Все сельские поселения имеют автобусное сообщение с районным центром. Общая протяженность указанных маршрутов 154 км. Все дороги имеют твердое покрытие. 30 % поселенческих дорог имеют твердое покрытие и требуют капитального ремонта.